# Bosse (sächsisch-schlesisches Adelsgeschlecht)
Bosse ist der Name eines in Preußen, dann in Sachsen und Schlesien blühenden Adelsgeschlechts.
Die Familie ist von mehreren gleichnamigen jedoch wappenverschiedenen Geschlechtern, bspw. den sächsisch-russisch-preußischen Bosse, als nicht stammverwandt zu unterscheiden.

## Geschichte
Der Leipziger Ratsherr Johann Ernst Bosse wurde in Wien am 10. Dezember 1659 von Kaiser Leopold I. in den Adelsstand erhoben. Dessen Namensform war eigentlich Bose, und das ihm verliehene Wappen, das späterhin der in Leipzig geborene Botaniker und Mediziner Ernst Gottlob Bose (1723–1788) führte, war ein ganz anderes, als das später von den Nachkommen des untenstehenden Nikolaus Bosse (1640–1695) geführten.
Die Söhne dieses herzoglich braunschweigischen Ingenieurleutnants Nikolaus Bosse (* 21. Februar 1640 in Eisleben, † 1695), Heinrich Günther von Bosse (1680–1755) und Hans Martin von Bosse, sollen in Preußen (um 1750?) ihren Adel anerkannt bekommen haben. Zumindest bedienten sich die Nachkommen des Nikolaus Bosse des Adelsprädikats, das im Königreich Preußen nicht beanstandet wurde. Ersterer, der in Clausthal geboren ist, wo um 1690 ein weiterer Bosse Schulleiter war, wurde Stammvater zweier Linien, je in Sachsen und Schlesien, wo sie mit Langendorf, bei Polnisch Wartenberg ihr Stammgut hatten.
Im Österreichischen Staatsarchiv ist ein Gesuch von 1909 des königlich preußischen Generalmajors außer Dienst von Bosse um Auskünfte zum Adelsdiplom seiner Familie vom 10. Dezember 1659 und von 1913 das Gesuch der königlich sächsischen Gesandtschaft um Abschrift eines Adelsdiploms Bosse erhalten.

## Bedeutende Angehörige
- Heinrich Günther Gottfried von Bosse (1680–1755), preußischer Generalleutnant
- Friedrich Leopold von Bosse (1719–1802), preußischer Generalleutnant
- Carl Christian von Bosse (1725–1763), preußischer Kriegs- und Domänenrat[9]
- Wilhelm Ferdinand von Bosse (1758–1829), preußischer Oberst[10]
- Friedrich Leopold von Bosse (1765–1839), Landrat[11]
- Georg von Bosse (1767–1822), preußischer Landrat im Kreis Groß Wartenberg
- Karl von Bosse (1797–1881), preußischer Generalleutnant
- Viktor Julius von Bosse (1825–1895), sächsischer Generalleutnant
- Georg von Bosse (1838–1920), preußischer Generalmajor

## Wappen
Das Wappen zeigt in von Silber über schwarz geteiltem Schild ein mit vier (drei) goldenen (silbernen) Muscheln belegter roter Schrägrechtsbalken, auf dem Helm mit schwarz-silbernen Decken zwei silberne (silbern-schwarz geteilte oder übereck-geteilte) Büffelhörner.
Betrachtet man den mit Muscheln belegten Schrägbalken als Beizeichen, ähnelt der Wappenschild dem Stammwappen des namensähnlichen, sächsischen Uradelsgeschlechts von Bose, das späterhin mit rotem Schildbord als Beizeichen dargestellt wurde.
Ebenso ähnelt das Muschelschrägbalken-Wappen aber auch dem Wappen des Adelsgeschlecht Bos(s)e, das 1399 der münsterschen Ritterschaft zugehörig war, 1627 im Lippeschen und 1662 noch bei Paderborn begütert war und danach ausgestorben sein soll: deren Wappen war von Gold über Blau quergeteilt, das Ganze belegt mit einem roten Schrägbalken, darin drei goldene Eicheln.